# وید برت (بازیکن فوتبال)
وِید برت (انگلیسی: Wade Barrett؛ زادهٔ ۲۳ ژوئن ۱۹۷۶) یک بازیکن فوتبال اهل ایالات متحده آمریکا است.
وی همچنین در تیم ملی فوتبال ایالات متحده آمریکا بازی کرده است.